# Википедија на исландском језику
Википедија на исландском језику је верзија Википедије на исландском језику, слободне енциклопедије, која данас има преко 26 000 чланака и заузима на листи Википедија 56. место.